# Ensign N180
La Ensign N180 è una monoposto di Formula 1, costruita dalla scuderia inglese Ensign per partecipare al campionato mondiale di Formula Uno del 1980. Alimentata da un motore Ford Cosworth DFV V8, è stata utilizzata per altri due anni, dalla stagione 1981 alla 1982, nella versione aggiornata Ensign N180B.

## Le stagioni

### 1980
La stagione 1980 avrebbe dovuto essere quella del rilancio per il team Ensign, che si era guadagnato il sostegno economico della Unipart, aveva ingaggiato il pilota svizzero Clay Regazzoni che già aveva guidato per la Ensign nel 1977, Ralph Bellamy, ex capo progetto del Team Lotus e della Fittipaldi assunto come capo progetto del telaio, Nigel Bennet, ingegnere di gara proveniente dalla Lotus assunto come capo progetto aerodinamico e Gary Anderson, ex capo meccanico della McLaren.
La Ensign schierò una sola vettura, che debuttò all'inaugurale Gran Premio d'Argentina, dove Regazzoni si qualificò quindicesimo e concluse la gara a nove giri di distacco da Alan Jones a causa di vari problemi tecnici, non venendo classificato. Al successivo Gran Premio del Brasile Regazzoni si qualificò dodicesimo ma fu costretto al ritiro dalla rottura di una sospensione. Al Gran Premio degli Stati Uniti d'America-Ovest Regazzoni fu vittima di un incidente che pose fine alla sua carriera: al 51º giro, mentre si trovava in quarta posizione, la vettura uscì di pista a causa della rottura del pedale del freno schiantandosi prima contro la Brabham BT49 di Ricardo Zunino lasciata dai commissari di gara nella via di fuga e poi contro le barriere di cemento scarsamente protette. Le lesioni che Regazzoni riportò alle gambe e alla colonna vertebrale lo resero paraplegico.
Lo svizzero venne sostituito dall'esordiente Tiff Needell nei Gran Premi del Belgio e di Monaco. Per il Gran Premio di Spagna, non valido per il mondiale, Needell fu sostituito da Patrick Gaillard che a sua volta fu sostituito da Jan Lammers a partire dal Gran Premio di Francia. A causa dell'assenza di sviluppo della vettura l'olandese riuscì a qualificarsi solo a tre degli otto Gran Premi disputati. Nei Gran Premi di Olanda e Italia il team schierò una seconda vettura affidata a Geoff Lees, che a inizio stagione era stato indicato dal team come pilota titolare a fianco di Regazzoni.

### 1981

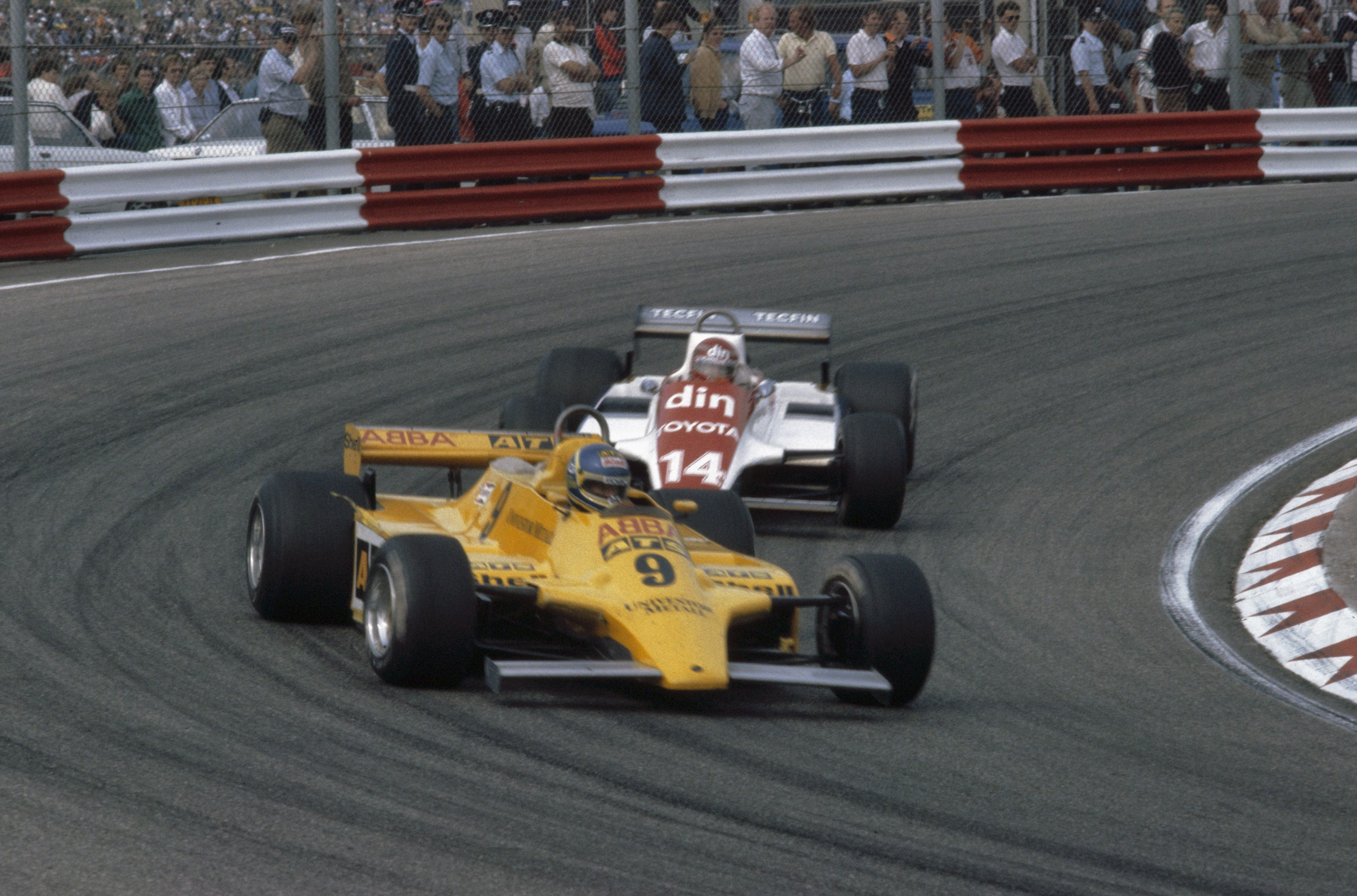
Eliseo Salazar dietro alla ATS D5 di Slim Borgudd al Gran Premio d'Olanda 1981

Nel 1981 la N180 venne aggiornata a N180B e venne affidata a Marc Surer, che al Gran Premio del Brasile ottenne il miglior piazzamento della storia del team, concludendo la gara al quarto posto e facendo segnare anche il giro più veloce. A partire dal Gran Premio di Spagna Surer, passato in Theodore, è stato sostituito da Eliseo Salazar, sostenuto da munifici sponsor.
A inizio stagione la Ensign ingaggiò Ricardo Londoño, forte di un buon portafoglio, ma non fu in grado di schierarlo da inizio stagione a causa della mancanza della Superlicenza. Al Gran Premio del Brasile Surer avrebbe dovuto essere sostituito dal colombiano. A Jacarepaguá Londoño ebbe modo di disputare una sessione di prove libere aggiuntiva in cui ottenne un tempo di 4 secondi più lento rispetto a quello di Reutemann; nella stessa sessione il colombiano fu vittima di un incidente con Keke Rosberg, che frenò deliberatamente in anticipo facendosi tamponare da Londoño. La Superlicenza del colombiano venne negata a causa della sua inesperienza e a causa dei legami con il Cartello di Medellín, che costituiva buona parte dei suoi sponsor.

### 1982
La N180B venne utilizzata anche alla gara inaugurale della stagione 1982 in Sudafrica affidata a Roberto Guerrero. Mo Nunn ritirò la vettura a causa di una controversia con il team di Formula 2 Maurer Motorsport che si oppose all'utilizzo di Guerrero, che correva per il team. Dal successivo Gran Premio del Brasile 1982 la N180B è stata sostituita dalla N181.  

## Formula 1 britannica
Tutte le tre N180B sono state vendute nel 1982 a Bobby Howlings che le utilizzò nel campionato britannico di Formula 1 1982 con al volante Jim Crawford e Joe Castellano. Il team ottenne quattro vittorie su cinque gare, di cui tre con Crawford e una con Castellano, e il britannico conquistò il titolo piloti. In seguito la vettura di Crawford venne convertita per gareggiare nel Campionato CanAm del 1982 e del 1983.

## Risultati in Formula 1
| Anno | Team                | Motore            | Gomme | Piloti       |    |     |   |     |     |    |    |    |    |    |     |    |    |     | Punti | Pos. |
| ---- | ------------------- | ----------------- | ----- | ------------ | -- | --- | - | --- | --- | -- | -- | -- | -- | -- | --- | -- | -- | --- | ----- | ---- |
| 1980 | Unipart Racing Team | Ford Cosworth DFV | G     | Regazzoni    | NC | Rit | 9 | Rit |     |    |    |    |    |    |     |    |    |     | 0     | -    |
| 1980 | Unipart Racing Team | Ford Cosworth DFV | G     | Tiff Needell |    |     |   |     | Rit | NQ |    |    |    |    |     |    |    |     | 0     | -    |
| 1980 | Unipart Racing Team | Ford Cosworth DFV | G     | Lammers      |    |     |   |     |     |    | NQ | NQ | 14 | NQ | NQ  | NQ | 12 | Rit | 0     | -    |
| 1980 | Unipart Racing Team | Ford Cosworth DFV | G     | Lees         |    |     |   |     |     |    |    |    |    |    | Rit | NQ |    |     | 0     | -    |

| Anno | Team          | Motore            | Gomme | Piloti  |     |    |     |   |    |   |    |     |    |    |     |   |     |     |    | Punti | Pos. |
| ---- | ------------- | ----------------- | ----- | ------- | --- | -- | --- | - | -- | - | -- | --- | -- | -- | --- | - | --- | --- | -- | ----- | ---- |
| 1981 | Ensign Racing | Ford Cosworth DFV | M A   | Surer   | Rit | 4  | Rit | 9 | 11 | 6 |    |     |    |    |     |   |     |     |    | 5     | 11º  |
| 1981 | Ensign Racing | Ford Cosworth DFV | M A   | Londoño |     | ES |     |   |    |   |    |     |    |    |     |   |     |     |    | 5     | 11º  |
| 1981 | Ensign Racing | Ford Cosworth DFV | M A   | Salazar |     |    |     |   |    |   | 14 | Rit | NQ | NC | Rit | 6 | Rit | Rit | NC | 5     | 11º  |

| Anno | Team          | Motore            | Gomme | Piloti   |    |  |  |  |  |  |  |  |  |  |  |  |  |  |  |  | Punti | Pos. |
| ---- | ------------- | ----------------- | ----- | -------- | -- |  |  |  |  |  |  |  |  |  |  |  |  |  |  |  | ----- | ---- |
| 1982 | Ensign Racing | Ford Cosworth DFV | A     | Guerrero | NP |  |  |  |  |  |  |  |  |  |  |  |  |  |  |  | 0     | -    |

| Legenda | 1º posto     | 2º posto | 3º posto    | A punti         | Senza punti/Non class.  | Grassetto – Pole position Corsivo – Giro più veloce |
| Legenda | Squalificato | Ritirato | Non partito | Non qualificato | Solo prove/Terzo pilota | Grassetto – Pole position Corsivo – Giro più veloce |